# Magiczna kostka
Magiczna kostka (hiszp. El Cubo Mágico, 2006) – hiszpański film animowany w reżyserii Ángela Izquierdo. Kontynuacja filmu z 2002 roku – Smocze wzgórze. Czarnoksiężnik Septimus powraca na Smocze Wzgórze. Pragnie zniszczyć wyspę za pomocą Magicznej kostki.

## Wersja polska
Opracowanie wersji polskiej: Start International Polska

Reżyseria: Joanna Wizmur

Dialogi polskie i teksty piosenek: Tomasz Robaczewski

Dźwięk i montaż: Janusz Tokarzewski

Kierownictwo produkcji: Elżbieta Araszkiewicz

Koproducent: Magdalena Zielska

Produkcja: Dziki Film

Piosenki śpiewały: Katarzyna Łaska i Beata Wyrąbkiewicz

W wersji polskiej udział wzięli:
- Kajetan Lewandowski – Kevin
- Lucyna Malec – Elfy
- Jerzy Kryszak – Septimus
- Jarosław Boberek – Tristan
- Małgorzata Foremniak – Gala
- Edyta Jungowska – Maud
- Krzysztof Kowalewski – Ethelbert
- Artur Kaczmarski – Ken
- Julia Kołakowska – Vivien
- Zbigniew Konopka – Smok
- Paweł Szczesny – Dżin
- Wojciech Paszkowski – Newton
- Krzysztof Szczerbiński – Gordy
- Stefan Knothe – Narrator